# Albudeite
Albudeite – gmina w Hiszpanii, w prowincji Murcja, w Murcji, o powierzchni 17,02 km². W 2011 roku gmina liczyła 1404 mieszkańców.